# Bessemer City (Carolina del Norte)
Bessemer City es una ciudad ubicada en el condado de Gaston en el estado estadounidense de Carolina del Norte. La localidad en el año 2000, tenía una población de 5.119 habitantes en una superficie de 11,1 km², con una densidad poblacional de 465,5 personas por km².

## Geografía
Bessemer City se encuentra ubicada en las coordenadas 35°17′3″N 81°16′58″O / 35.28417, -81.28278. Según la Oficina del Censo, la localidad tiene un área total de 11,1 km² (4,3 mi²), de la cual 11 km² (4,2 mi²) es tierra y 0,1 km² (0 mi²) (0.70%) es agua.

### Localidades adyacentes
El siguiente diagrama muestra a las localidades en un radio de 16 kilómetros (9,9 mi) de Bessemer City.

## Demografía
En el 2000 la renta per cápita promedia del hogar era de $33.826, y el ingreso promedio para una familia era de $39.759. El ingreso per cápita para la localidad era de $15.971. En 2000 los hombres tenían un ingreso per cápita de $31.357 contra $23.133 para las mujeres. Alrededor del 11.90% de la población estaba bajo el umbral de pobreza nacional.